# Aitor Bugallo
Aitor Bugallo Mondragon (Gasteiz, 7 december 1973 – Berriz, 14 januari 2016) was een Spaans wielrenner. Hij reed zijn gehele carrière voor het Baskische Euskadi, maar wist in die periode geen overwinning te behalen.

## Grote rondes
Geen